# 中央路站 (大田廣域市)
中央路站（：／ Jungangno yeok */?）是大田地鐵1號線沿線的一座地下車站，位於韓國大田廣域市中區銀杏洞。

## 車站結構
站體為1座島式月台與一座單邊側式月台構成的完全混合式月台，候車月台設有月台幕門，並有9處出口。

### 月台配置
| 大田 ↑   |
| 下 \| 上 |
| ↓ 中區廳 |

| 月台 | 路線               | 目的地                           |
| ---- | ------------------ | -------------------------------- |
| 上行 | ●大田都市铁道1号线 | 大田、大洞、新興、板岩方向       |
| 下行 | ●大田都市铁道1号线 | 中區廳、市廳、儒城溫泉、盤石方向 |

## 歷史
- 2006年3月16日：落成啟用。

## 車站周邊
- 大田天主教和平廣播
- 聖心堂麵包店（朝鲜语：성심당）
- NC百貨（朝鲜语：NC백화점）大田中央路站店
- 中央路地下街
- 韓巴綜合運動場（朝鲜语：한밭종합운동장）
  - 大田棒球场
  - 忠武體育館（朝鲜语：충무체육관）
- 大田都市公社（朝鲜语：대전도시공사）
- 大田中部警察署
- 大田東部教育廳
- 大田女子商業高校

## 相鄰車站
大田廣域市都市鐵道公社
●大田都市铁道1号线
大田（104）－中央路（105）－中區廳（106）